# Jorge de Melo
Jorge de Melo (Lisboa, c. 1590 – depois de 1640) foi general das galés de Portugal, embaixador da Catalunha e membro do Conselho de Guerra. Era filho de Manuel de Melo, 4.º Monteiro-mor do Reino, e irmão do quinto monteiro-mor, Francisco de Melo, foi com este mesmo irmão, um dos Quarenta Conjurados e dos que mais participaram na Restauração da Independência de Portugal no 1.º de Dezembro de 1640.
A maior parte do que se sabe sobre ele é relatado na Relação de tudo o que passou na felice aclamação do mui Alto & mui Poderoso Rei D. João o Quarto, etc.. É desta relação que são tiradas a maior parte dos textos que estão entre aspas.

## 1624
Na Historia do Brazil de Frei Vicente do Salvador, lê-se que Jorge de Melo fazia parte da expedição de recuperação da Bahia, ou Jornada dos vassalos, comandada por D. Fadrique de Toledo Osório, e pela parte portuguesa por D. Manuel de Meneses.

## 1635
Em 1 de Agosto de 1635 é enviado pelo rei como "cabo e governador" da Armada da coroa de Portugal, à Corunha, com a Armada de Castela. Ia no galeão Nossa Senhora do Bom Successo, onde recebeu D. Francisco Manuel de Melo que o esperava là. Depois foi nessa mesma Armada da Costa mandado para Cadiz, tendo de lutar contra "tormentas e grandes riscos", e com vários "enemigos que socederão durante a dita viagem", e afinal arribou ao porto de Lisboa "por causa da muita agua que o galião fazia e falta de gente de mar por trazer a mais della enferma" como diz ele mesmo numa certidão para os serciços de D. Francisco.

## 1638
"Em Novembro de 1638 veio o Senhor D. Duarte de Alemanha (irmão de D. João IV) a Lisboa.  
D. António Mascarenhas tentou persuadi-lo de ficar em Portugal para ajudar a esperada insurreição.
Mais tarde D. Francisco de Faro, em casa de quem estava aposentado o príncipe, "encontrando a Jorge de Melo, lhe rogou que fosse visitar o Senhor D. Duarte, o que ele fez logo, e tanto que chegou a ver-se em sua presença, lhe disse: Senhor, donde se vai Vossa Excelência, quando o Reino está lutando com as ondas de um pego de contínuas vexações? e quando El-Rei de Castela (em vingança do desgosto que lhe deu a alteração de Évora) nos quer aniquilar e reduzir á mesma infelicidade de Galiza? O Duque é o legítimo Rei de Portugal; se ele não quiser aceitar o Cetro, aceite-o Vossa Excelência, que nós saberemos sacrificar a vida em sua defesa. A isto respondeu o Senhor D. Duarte, que Deus ordenaria as coisas, como melhor nos estivesse a todos; e que oferecendo-se ocasião viria de donde quer que se achasse; e não nos faltaria com seu amparo. Com isto se foi para Alemanha."

## 1639
Em 1639, depois duma visita a Almada do duque D. João, futuro rei, durante a qual os conjurados tentaram convencê-lo de aderir à revolução, parece com certo êxito, voltou para Vila Viçosa, e "os Fidalgos ficaram desconsolados, e quase com a esperança perdida, vendo que se ia sem resolver nada; porém o Monteiro-mor Francisco de Melo não desistia, dando por cartas notícia do negócio ao Marquês de Ferreira, e rogando-lhe que apadrinhasse este honrado pensamento. O Marquês fazia saber tudo a el-Rei Nosso Senhor, e procurava todos os meios eficazes para o persuadir, e o mesmo fazia o Conde de Vimioso."
Mas "quem apertou com mais fervor, e mais espírito foi Jorge de Melo, depois que veio para Lisboa, de Coimbra, donde havia estado, por Mestre de Campo, do terço que ali levantou, enquanto el-Rei Nosso Senhor assistiu na Vila de Almada e como ele e seu irmão correram sempre com muita amizade com o Marquês e com seu Irmão D. Rodrigo de Melo, por razão do grande parentesco que tem com esta Casa; eles eram os que davam aviso de tudo o que os Confederados deliberavam, e do estado das coisas do Reino de Castela, com todas as mais circunstâncias concernentes ao intento.
"Não perdiam ponto estes Senhores, assim em mandar avisos, como em dispor as coisas, e em preparar com bom modo a última resolução, fazendo juntas em Emxobregas, em casa de Jorge de Melo, nas quais D. Miguel de Almeida, D. Antonio Mascarenhas, Pero de Mendonça, D. Antão de Almada, e o mesmo Senhor da Casa, eram os que alhanavam as dificuldades. O Monteiro-mor como residia em Santarém não assistia nas juntas, porém por cartas apertava e fazia grandíssimas diligências.
Quando, mais tarde "Pedia já o negócio a última resolução, e para se tomar assento nas coisas, se foram continuando as juntas que em Emxobregas se faziam, em casa de Jorge de Melo, donde estava por hóspede seu Irmão o Monteiro-mor que havia dois meses, que viera de Santarém. Ordenou-se em Conselho, que Pero de Mendonça fosse a Vila Viçosa, e o Monteiro-mor a Évora: um a intimar a el-Rei Nosso Senhor, de como os apaixonados não esperavam mais que o seu beneplácito, e outro a admoestar ao Marquês de Ferreira, e a seu irmão D. Rodrigo de Melo, que era tempo de meter todo o cabedal e fazer que el-Rei Nosso Senhor se acabasse de resolver. Estando pois esta jornada prevenida, veio do Brasil nova ao Monteiro-mor de que seu filho Manuel de Melo era morto, e por esta razão a sua ida não teve efeito; porém Pero de Mendonça se pôs logo a caminho; e chegando a Vila Viçosa deu conta mui por extenso a el-Rei Nosso Senhor, de como os ânimos estavam dispostos, as armas prevenidas, o inimigo descuidado, Castela no maior aperto, a fortuna favorável, e a ocasião chamando-nos, e abrindo-nos o caminho mais fácil, que podia haver para a nossa liberdade."

## Carta de D. João
Em novembro de 1640, veio o agente da casa de Bragança, o Doutor João Pinto Ribeiro (que depois foi Desembargador do Paço, Contador-Mor do Reino, Guarda-Mor da Torre do Tombo e ultimamente Enviado à Corte de Roma ao Papa Inocêncio XI) para Lisboa, com uma carta, em que D. João dizia "que consideradas as muitas razões, que havia para se levar ao cabo a tal acção, oferecia seu favor, e aceitava a proposta que lhe faziam, e dava poder ao mensageiro, para em seu nome ordenar e dispor tudo, como melhor, e mais seguro parecesse. 
Foi lida esta Carta sábado véspera de Santa Catarina 24 de novembro de 1640, no Paço do Duque, em casa do mesmo Doutor João Pinto Ribeiro, logo se determinou o dia , em que se havia de fazer a milagrosa aclamação, e foi o primeiro de Dezembro, que era o sábado seguinte, e ordenou-se, que se começasse pela morte do Secretário Miguel de Vasconcelos.
Fez-se este Conselho com tão grande alegria de todos os circunstantes, que Jorge de Melo disse, toquemos a campainha, e ponhamos as capas, por cima das cabeças, como se faz na relação quando se sentencia à morte algum delinquente.
Levantou-se logo D. Antonio Tello, e tomando a mão a todos, protestou que ele havia de tirar a vida ao Secretário Miguel de Vasconcellos, e todos os mais de quem se pudesse presumir que seguiriam a voz del-Rei de Castela."

## Revolução
Em 1.º de Dezembro, em Lisboa, ficou junto ao palácio do Terreiro do Paço, "um coche, em que estava Jorge de Melo, e seu primo Estêvão da Cunha e António de Melo de Castro de cujo valor os Senhores da junta fiaram atalhar o passo ao Capitão Castelhano, que naquele dia estava de guarda".
Quando apareceu Dom Miguel de Almeida "à varanda que cai sobre o Terreiro do Paço donde mostrando-se ao povo" gritou: "liberdade, liberdade, viva El-Rei Dom João o IV. ao que todo aquele povo, (…) correspondeu, com um dilúvio de vivas" servindo de sinal a Jorge de Mello e aos Fidalgos, que com ele estavam no coche esperando pela ocasião: e com o brio que em tão ilustres Senhores, sempre reconheceu o mundo, saíram à praça, e todos vibrando espadas, e disparando pistolas, puseram em fugida a quantos Castelhanos, em vão guardavam aquele posto" e "Jorge de Mello tanto que viu vencida esta dificuldade, subiu a Sala dos Tudescos, e se meteu com os mais".
Depois da morte e defenestração de Miguel de Vasconcelos, "Mandaram logo Pero de Mendonça, e Jorge de Mello, levar a nova a el-Rei nosso Senhor, e com grande pressa despacharam Correios a todas as terras do Alentejo, do Algarve, dentre Douro e Minho, e da Beira com aviso de tudo o que passava, e ordem para que seguissem o exemplo da Cidade de Lisboa."
O Duque e a Duquesa de Bragança, em Vila Viçosa, estavam todo esse tempo à espera com impaciência febril, das notícias da grande empresa. 
No dia seguinte, domingo 2 de dezembro, Dom Jorge de Melo chegou, depois de viajar a noite toda, e saudou o duque e a duquesa como Rei e Rainha de Portugal.
As terras vizinhas eram dedicadas ao duque e à sua família e receberam com alegria à notícia, e Martim Afonso de Melo, conde de S. Lourenço e alcaide-mor de Elvas, tomou posse da cidade, então uma das maiores de Portugal, em nome de Dom João IV, sem qualquer derramamento de sangue.
Em 3 de dezembro o novo soberano entrou em Lisboa ao meio da alegria geral, e em 15 de dezembro, foi solenemente coroada na Catedral de Lisboa.

## Embaixador
Foi pouco mais tarde nomeado embaixador a Catalunha, que se encontrava também em conflito com Espanha na chamada Guerra dos Segadores (Guerra contada por um primo assaz afastado de Jorge de Melo, D. Francisco Manuel de Melo).